# Valanga irregularis
Valanga irregularis (engl. „Hedge Grasshopper“, „Giant Green Grasshopper“ oder „Giant Valanga“) ist eine Kurzfühlerschrecke aus der Familie der Feldheuschrecken (Acrididae), die in den Tropen und Subtropen Australiens heimisch ist. Es handelt sich um die größte Heuschreckenart des Kontinents. Die Tiere leben meist einzelgängerisch.

## Merkmale
Die Geschlechter ähneln sich im Aussehen und unterscheiden sich vor allem in der Körpergröße. Die Weibchen können zwischen 60 und 75 Millimeter lang werden, während männliche Exemplare eine Länge von 45 bis 55 Millimetern erreichen.  Damit ist Valanga irregularis die größte Heuschreckenart Australiens. Manche Quellen geben sogar eine Maximallänge der Tiere von 90 Millimetern an.
Die Körperfarbe und -musterung variiert stark. Erwachsene Tiere besitzen eine cremebraune bis graugrüne Farbe und zeigen oft einen hellen Streifen auf der Oberseite. Der Halsschild hat einen leichten Kiel. Die Deckflügel sind gepunktet, die Hinterflügel sind dunkelgrau, manchmal auch farblos oder hellgrün. Die Schienen (Tibien) sind wie der restliche Körper gefärbt und haben gut sichtbare Dornen in oranger bis roter Farbe mit schwarzer Spitze.
Die Färbung der Nymphen ist ebenfalls sehr variabel. Junge Individuen sind grün bis braun mit dunkler Musterung, später treten gelbe, orange und rosa Flecken auf, die Flügelansätze sind ebenfalls oft rosa gefärbt. Im Profil wird der Kopf sehr hoch gehalten und die Oberlinie des Körpers erscheint insbesondere in den jungen Entwicklungsstadien konkav. Die länglichen Facettenaugen liegen im Profil vertikal und weisen an der Unterseite einen langen dünnen Streifen auf. Der Halsschild besitzt ebenfalls einen leichten Kiel, er ist in der vorderen Hälfte dunkler als im hinteren Bereich. Im Vergleich zu Nymphen anderer Arten sind die Hinterbeine länger, sichtbar dünner und zeigen an der Oberseite der hinteren Schenkel (Femora) zwei gut sichtbare dunkle Flecken, welche auch bei erwachsenen Tieren noch gut erkennbar sind.
Ähnlich wie die Art Austracris guttulosa besitzt Valanga irregularis zwischen den Vorderbeinen einen markanten, mehrere Millimeter langen Sporn. Beide Arten haben zudem eine vergleichbare Form, können fast die gleiche Größe erreichen und auch eine ähnliche Farbgebung aufweisen. Anhand der Beindornen, die bei ersterer Art weiß statt rötlich gefärbt sind, können sie aber leicht unterschieden werden.

## Vorkommen und Lebensraum

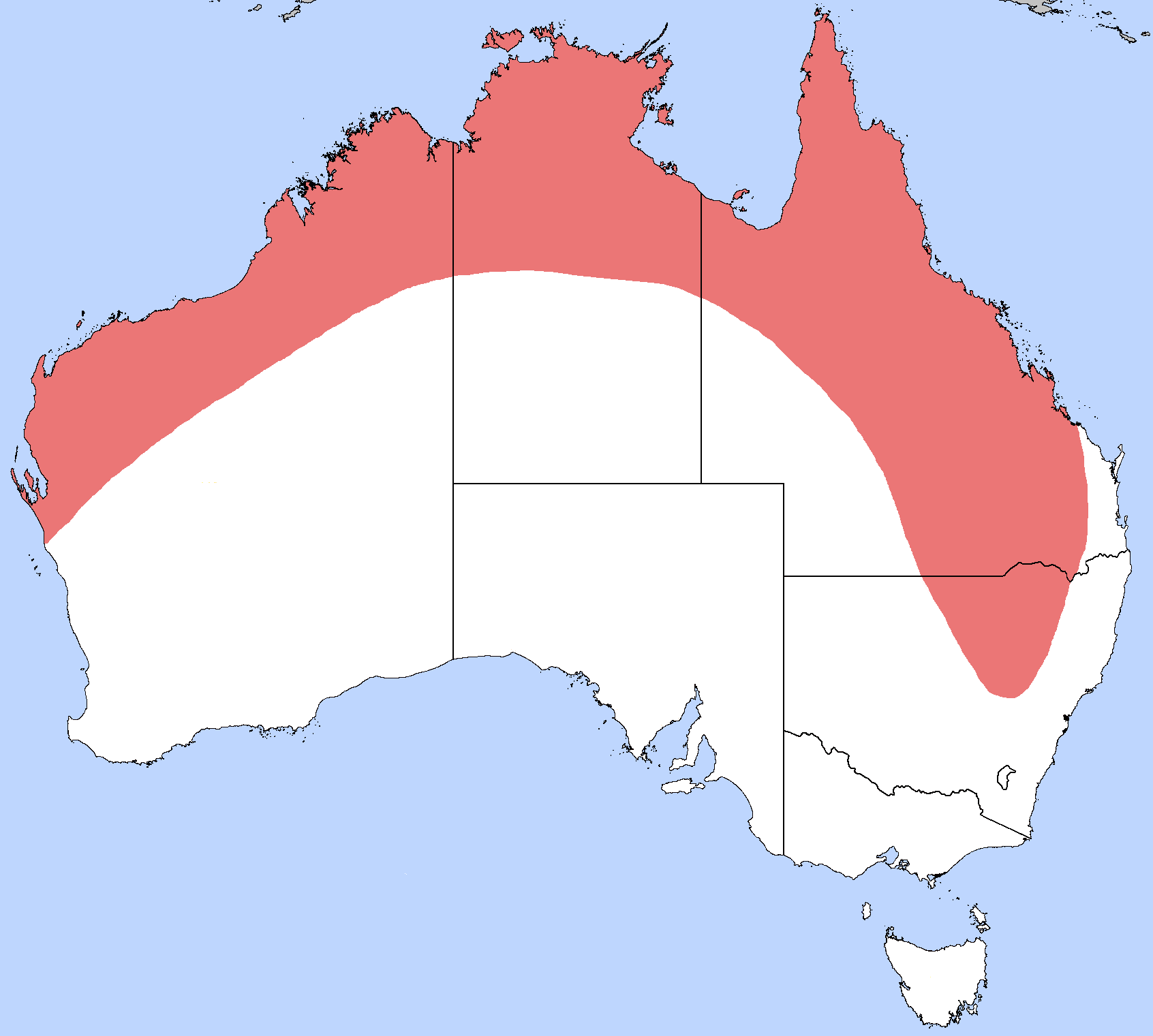
Verbreitungskarte

Valanga irregularis ist in den tropischen und subtropischen Regionen Australiens heimisch. Das Verbreitungsgebiet erstreckt sich von den küstennahen Regionen Western Australias über die Nordhälfte des Northern Territory und weite Teile Queenslands bis in den Norden von New South Wales an der Kontinentalseite des Großen Australischen Berglandes.
Die Art bevorzugt ein feuchtes Klima und ist im Frühjahr und Herbst häufig in Grasland oder Wäldern anzutreffen, bei entsprechender Witterung findet sie sich auch in Vorstadtgärten. Nach starken Regenfällen kann sie auch am Rand von Wüstengebieten weiter im Landesinneren vorkommen.

## Lebensweise

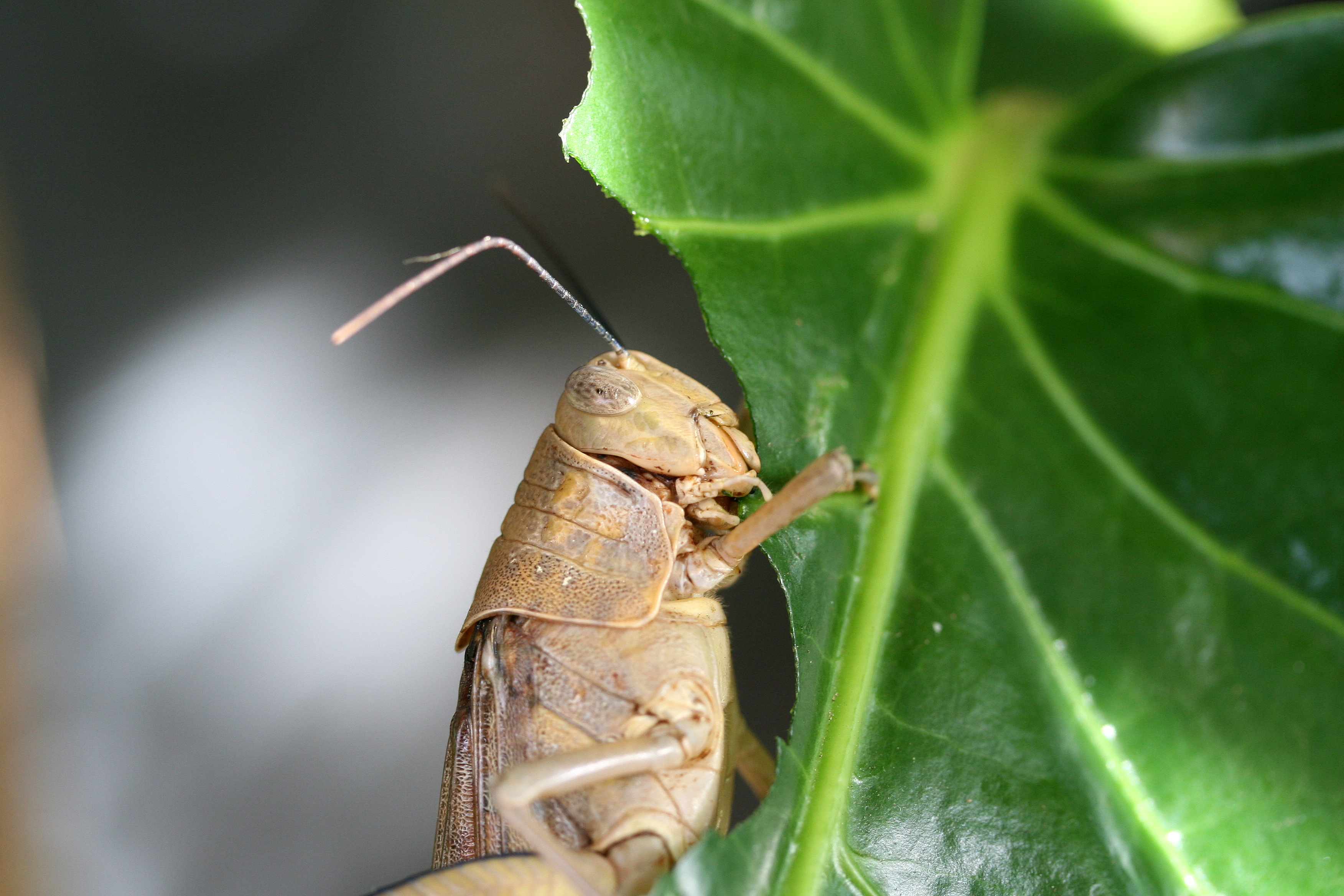
Beim Abfressen eines Blatts

Diese Heuschrecken fressen praktisch alle fleischigen Pflanzenteile, insbesondere Blätter, Blüten und Fruchtstände. Dabei bevorzugen sie Nesselblatt (Acalypha), Hibiskus (Hibiscus) und Bauhinien (Bauhinia), eine weitere Nahrungsquelle sind Palmengewächse (Arecaceae). Sie besitzen kräftige Mundwerkzeuge, mit denen sie die Pflanzenteile vom Rand her abfressen. Die Futterphase dauert die ganze Nacht, an heißen und regnerischen Tagen verstecken sie sich in den Zweigen.
Erwachsene Tiere können sehr gut springen und verteidigen sich gegen Angreifer, wie beispielsweise Fangschrecken (Mantodea) oder Luchsspinnen (Oxyopidae), mit den Dornen an ihren Hinterbeinen. Zudem sind sie gut getarnt, da ihre Körperfarbe den Pflanzenstängeln und Blättern entspricht, auf denen sie sich aufhalten. Am verwundbarsten sind sie in den Morgenstunden, da sie sich in dieser Zeit auf den Blattoberseiten in der Sonne aufwärmen. Erwachsene Tiere und ältere Nymphen werden durch Fliegen der Gattung Blaesoxipha parasitiert. Die kleine Wespenart Scelio flavicornis parasitiert die abgelegten Eier.
Valanga irregularis lebt meist einzelgängerisch und bildet keine Schwärme. Unter günstigen Umständen kann die Art auch gehäuft auftreten und dann Schäden verursachen. Sie soll sporadisch Zitrus- und Kaffeeplantagen geschädigt haben, insgesamt gilt die Art jedoch nicht als ökonomisch bedeutender Schädling.
Erwachsene Tiere verbringen die Wintermonate weitgehend in ihren Verstecken. Sie sind aber nicht völlig inaktiv und verlassen diese Verstecke von Zeit zu Zeit zum Fressen und zum Sonnenbaden. Die Paarungszeit beginnt mit den ersten warmen Tagen im folgenden Frühjahr. Die meisten Männchen locken die Weibchen mit Geräuschen an, typischerweise treffen sich die Paare aber an den Nahrungspflanzen. Nach der Eiablage sterben die erwachsenen Tiere.

## Entwicklung

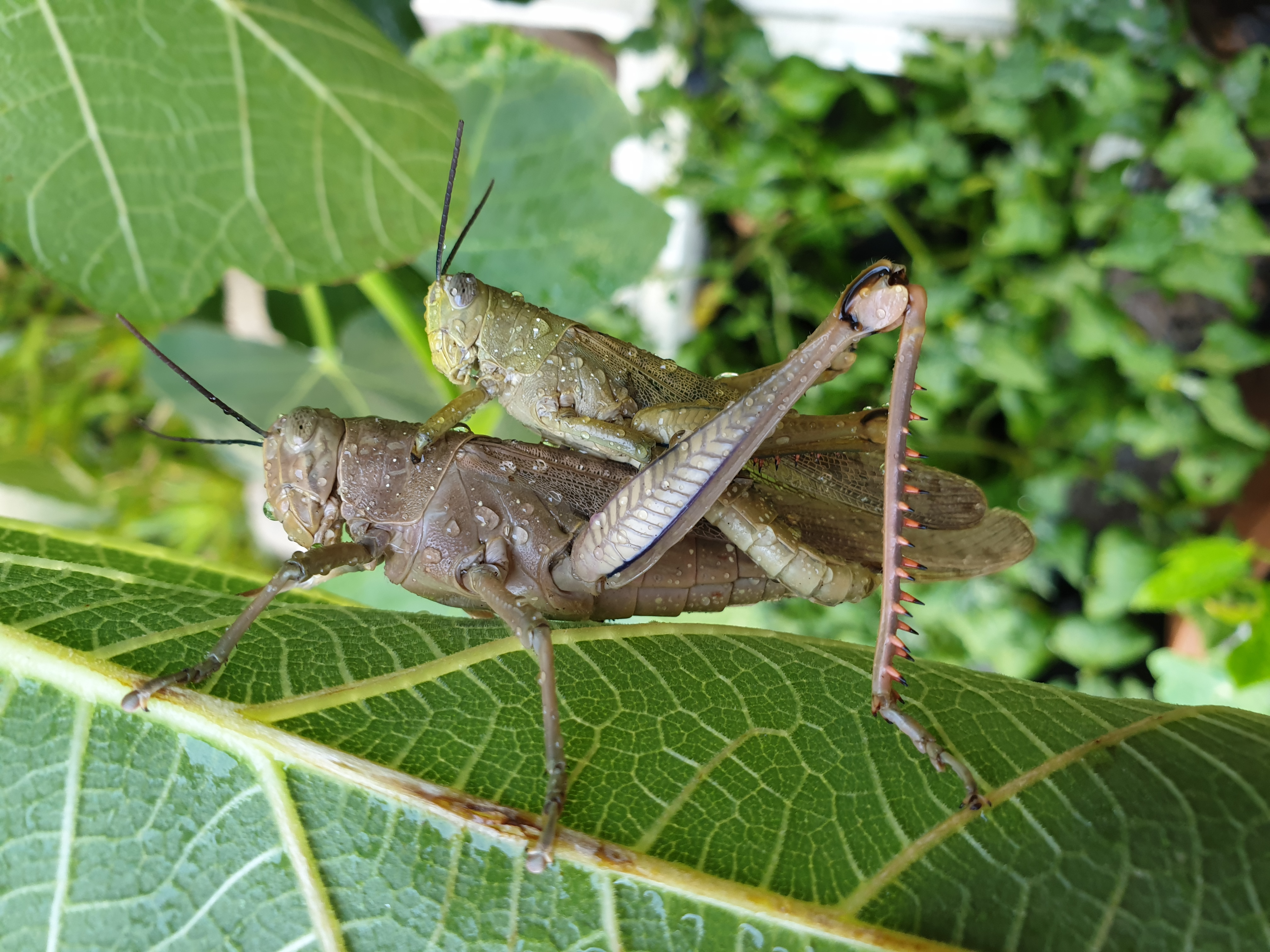
Valanga irregularis bei der Paarung

Es wird eine Generation pro Jahr ausgebildet, der Lebenszyklus ist dabei an die Feucht- und Trockenperioden in den Tropen und Subtropen angepasst. Die Eier werden im Frühsommer in der feuchten Erde abgelegt und sind fünf bis sechs Millimeter lang. Zur Eiablage bohrt das Weibchen einen bis zu 90 Millimeter tiefen zylindrischen Kanal in die Erde, legt auf dessen Grund ein Gelege bestehend aus bis zu 150 Eiern und verschließt den Kanal mit einer schaumartigen Substanz. Auf diese Weise bleiben die Eier auch während der Trockenzeit lange feucht.
Die anfangs etwa fünf Millimeter langen Nymphen schlüpfen nach dem ersten starken Regen und verlassen den Kanal dann durch dessen Zentrum, wo der Schaum weniger dicht ist. Sie durchlaufen innerhalb von drei Monaten sieben Entwicklungsstadien und häuten sich im Spätsommer und Herbst zur Imago. In den letzten Entwicklungsstadien gleichen die Nymphen äußerlich den erwachsenen Tieren und besitzen auch bereits Flügelansätze, sie können jedoch noch nicht fliegen.

## Systematik

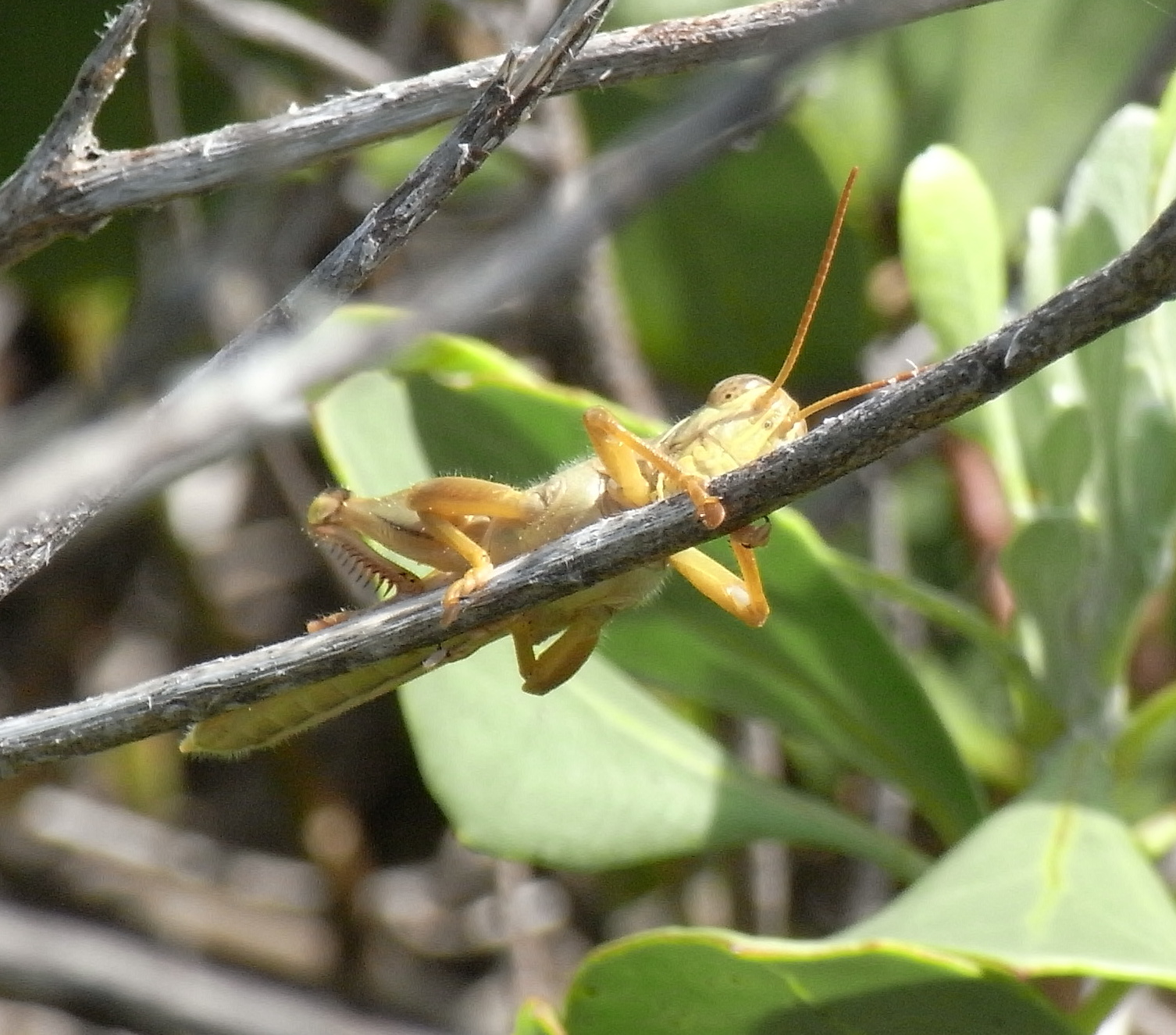
Grünliche Farbvariante

Der derzeit anerkannte Artname Valanga irregularis wurde von dem britischen Entomologen Francis Walker im Jahr 1870 vergeben, der die Art als Teil seiner Arbeit im Natural History Museum in London erstmals beschrieb. In der dortigen entomologischen Sammlung befindet sich auch das Typusexemplar. Der Gattungsname leitet sich vom javanischen Wort „Valang“ für Heuschrecke ab; das lateinische Artepitheton bedeutet „unregelmäßig“ und deutet auf die Farbvielfalt der Art hin. Weitere, nicht mehr gültige Namen sind Cyrtacanthacris irregularis (Walker, 1870), Acridium maculicollis (Walker, 1870) und Valanga elegans (Uvarov, 1923).
Es werden zwei Unterarten anerkannt:
- Valanga irregularis irregularis (Walker, 1870)
- Valanga irregularis signata (Sjöstedt, 1921)

Die Unterart V. i. signata wurde aus Queensland beschrieben und bislang auch nur dort beobachtet. Zur Gattung Valanga gehören über 30 weitere Arten, die alle im südostasiatischen und ozeanischen Raum beheimatet sind.